# Доброго ранку, Україно!

Логотип телепередачі «Доброго ранку, Україно!»

«Доброго ранку, Україно!» — ранкова передача на телеканалі «ЕРА», а згодом на Суспільному мовнику.

## Історія телепередачі
У 1995 році на Першому національному у ранковий час з'явилась телевізійна передача «Доброго ранку, Україно!». Ця подія привернула до себе увагу через:
1. абсолютну несхожість з іншими передачами УТ-1;
2. нову ідею на пострадянських телевізійних теренах, оскільки значно пізніше (багато в чому повторюючи певні ідеї програми «Доброго ранку, Україно!») з'явилися:

- на «Інтері» «Ранкове ревю», «Сонячники», «Будильник», «Новий день», «Ранок з Інтером»;
- на «1+1» «Сніданок з 1+1»;
- на «СТБ» «Чайник»;
- на «Новому каналі» «Підйом».

Першим шеф-редактором і натхненником програми був Василь Климчук. 
Багато нинішніх телезірок об'єднує те, що колись усі вони були ведучими передачі «Доброго ранку, Україно»:
- Світлана Леонтьєва[1]
- Оксана Марченко[2]
- Руслан Свірін
- Олександр Журахівський
- Юрій Торопчинов
- Тетяна Терехова[3]
- Тетяна Гончарова[4]
- Василь Климчук [5]
- Валентин Щербачов[5]
- Денис Зерченко[6] та інші.

З 1 серпня 2017 Ера припинила мовлення на частотах UA: Першого, тому деякий час програма не була в ефірі. 
20 листопада того ж року програма «Доброго ранку, Україно» повернулася, але транслювалася в ефірі Суспільного мовника, а не Ери. Програму виробляла уже оновлена «Ера-Медіа» на замовлення НСТУ. На відміну від інших передач, НСТУ не могла контролювати вміст «Доброго ранку, Україно!», але могла моніторити випуски програми та надавати рекомендації в разі виявлених порушень стандартів журналістики, які неприпустимі для Суспільного мовника.
У червні 2018 року НСТУ ухвалила рішення про припинення трансляції ранкової програми. На їхню думку, у програмі порушували стандарти журналістики, що не відповідає Суспільному мовленню. 
Конфлікт між Ера-Медіа та НСТУ тривав з червня 2018 по липень 2019 року, тоді обидві сторони домовились про вихід програми «Доброго ранку, Україно» на UA: Першому.
10 липня 2020 року «Ера-Медіа» провела останній ефір на Суспільному. Останні кілька тижнів менеджери ТОВ «Ера-медіа» і журналісти «Доброго ранку, країно!» тиснули на правління НСТУ зі всіх боків, щоб продовжити договір і залишитися на «UA: Першому». Останній випуск програми повністю присвятили плівкам Андрія Деркача з нібито голосом Петра Порошенка і нібито голосом Володимира Путіна. Коментували це експерти, які ні на йоту не сумнівалися в зраді і розкраданні державних коштів. «Існування цієї програми не полягає в заробітку, ані в чому іншому, окрім впровадження політичного впливу. Це категорично суперечить інтересам Суспільного та редакційній політиці», – сказав голова правління НСТУ Зураб Аласанія на засіданні комітету з питань свободи слова 2 липня.
Замість «Доброго ранку, Україно!» з 13 липня виходить марафон «Суспільна студія».

## В ефірі ТРК «Ера»
ТРК «Ера» розпочинала своє мовлення в ефірі Першого національного о 6 годині ранку. З 6.00 до 9.00 тривала інформаційно-розважальна програма «Доброго ранку, Україно!».
У ранковому ефірі програми щогодинні інформаційні блоки новин, спорту та погоди. О 7.40 та 8.20 інтерв'ю з представниками влади, юристами, екологами, письменниками, співаками тощо.
«Православний календар» — одна з рубрик програми, її невід'ємна частина — розповідає, яких святих згадує церква цього дня. Інша рубрика — «Прес-архів» — знайомить із газетними публікаціями понад сторічної давнини.
Також в ефірі програми «Доброго ранку, Україно!» мультфільм, також щодня в ефірі програми музика та гумор.
Крім того, була наявна різноманітна інформація про особливості догляду за домашніми тваринами, садом і городом, про якість продуктів і цікаві місця для відпочинку; поради, як зберегти здоров'я, правильно виховувати дітей, а також на чому можна заощадити й чого варто остерігатися. Для любителів майструвати власноруч досвідчені фахівці проводили майстер-класи з виготовлення прикрас, ляльок, посуду тощо.

## Координати
Київ, вулиця Юрія Іллєнка, 42, телекомпанія «Ера», програма «Доброго ранку, Україно!»